# Michèle Flournoy
Michèle Angelique Flournoy (Los Angeles, 14 dicembre 1960) è una politica e funzionario statunitense.

## Carriera
Nata a Los Angeles, la Flournoy studiò ad Harvard e Oxford. Tra il 1989 e il 1993 fu ricercatrice per il programma sulla sicurezza internazionale della John F. Kennedy School of Government.
Negli anni novanta lavorò presso il Dipartimento della Difesa durante l'amministrazione Clinton, ricoprendo l'incarico di vice-assistente del Segretario della Difesa per la strategia.
In seguito ottenne l'incarico di professore alla National Defense University, per poi passare al Center for Strategic and International Studies e infine al Center for a New American Security, del quale venne nominata presidente nel 2007.
Esponente del Partito Democratico, la Flournoy tornò al Pentagono nel 2009, quando il neo-Presidente Barack Obama la nominò Under Secretary of Defense for Policy. La Flournoy lasciò l'incarico di sottosegretario nel 2012, motivando la sua scelta con la decisione di dedicarsi alla sua vita privata.
Membro del Council on Foreign Relations e consigliera del Boston Consulting Group, la Flournoy fa parte di vari consigli di amministrazione fra cui quello dell'Atlantic Council. Sposata con W. Scott Gould, anch'egli ex funzionario dell'amministrazione Obama, Michèle Flournoy è madre di tre figli.